# Tarragona–Reus–Lleida-vasútvonal
A Tarragona–Reus–Lleida-vasútvonal egy 1 668 mm-es nyomtávolságú, 103,5 km hosszúságú vasútvonal Tarragona és Lleida között Spanyolországban, Katalónia tartományban. A vasútvonal nagyrészt a Madrid–Barcelona nagysebességű vasútvonallal párhuzamosan halad.
Tulajdonosa az ADIF, a járatokat az RENFE üzemelteti. Vonalszáma a 230-as.
Az első szakaszt Tarragona és Reus között 1856-ban nyitották meg.